# Grevillea stenobotrya
Grevillea stenobotrya är en tvåhjärtbladig växtart som beskrevs av F. Müll.. Grevillea stenobotrya ingår i släktet Grevillea och familjen Proteaceae. Inga underarter finns listade i Catalogue of Life.